# John Serry
John Serry, pseudonimo di John Serrapica (Brooklyn, 29 gennaio 1915 – Long Island, 14 settembre 2003), è stato un fisarmonicista, compositore e arrangiatore statunitense, oltre che organista e docente. Suonò alla Radio CBS e poi alla televisione della stessa emittente. Come esecutore e concertista portò la fisarmonica all'interno delle orchestre, per oltre quarant'anni, agli inizi del XX secolo. Inoltre, ha avanzato l'uso dell'organo durante i servizi liturgici interreligiosi per oltre tre decenni.

## Biografia
John Serrapica nacque in una famiglia italo-americana da Pasquale Serrapica e Anna Balestrieri, originari di Castellammare di Stabia, e riuscì a percorrere una lunga carriera durata quasi settant'anni. Come esponente della musica latino-americana e del Sistema bassi sciolti, conseguì una grande notorietà per via delle sue esecuzioni dal vivo trasmesse prima dalla radio e poi dalla rete televisiva CBS in tutti gli Stati Uniti. Ottenne ulteriore riconoscimento come solista di fisarmonica sul programma musicale Viva América trasmesso, in diretta in Sud America, dal Dipartimento di Stato, Ufficio per gli Affari Inter-americani (OCIAA) come iniziativa culturale per Voice of America durante la seconda guerra mondiale (Vedere Diplomazia culturale). Le sue esibizioni sulla radio CBS nel programma Viva America con Alfredo Antonini e la CBS Pan American Orchestra hanno contribuito a introdurre il bolero messicano e la musica latinoamericana a un vasto pubblico in tutti gli Stati Uniti negli anni '40.
Come membro della CBS Pan American Orchestra (1940–1949) direttore musicale Alfredo Antonini e della Columbia Concert Orchestra (1940–1949), Serry raggiunse il successo come fisarmonicista professionista e solista di concerto, contribuendo in tal modo ad ottenere il giusto riconoscimento per il suo strumento sui palchi della musica classica. Molte delle sue registrazioni, effettuate con l'Orchestra CBS (1949-1960) sulla rete CBS, sono a disposizione dei ricercatori e del pubblico, come parte della collezione permanente del Paley Center for Media a New York. Nel corso dei decenni si e esibito con direttori d'orchestra noti dal regno della musica classica, così come i leader jazz band in circolazione. Incluso tra i quali sono: Shep Fields, Ernö Rapée, Lester Lanin, Alfredo Antonini, Howard Barlow, Alexander Smallens, Archie Bleyer, Andrej Kostelanec, Percy Faith, Ben Selvin, Guy Lombardo, and Robert Irving. Studiò con il compositore del XX secolo ed insegnante Robert Strassburg (1915-2003) (che aveva studiato con Igor Stravinsky, Walter Piston e Paul Hindemith) e con l'organista Arthur Guttow (che aveva suonato il Mighty Wurlitzer al Radio City Music Hall).

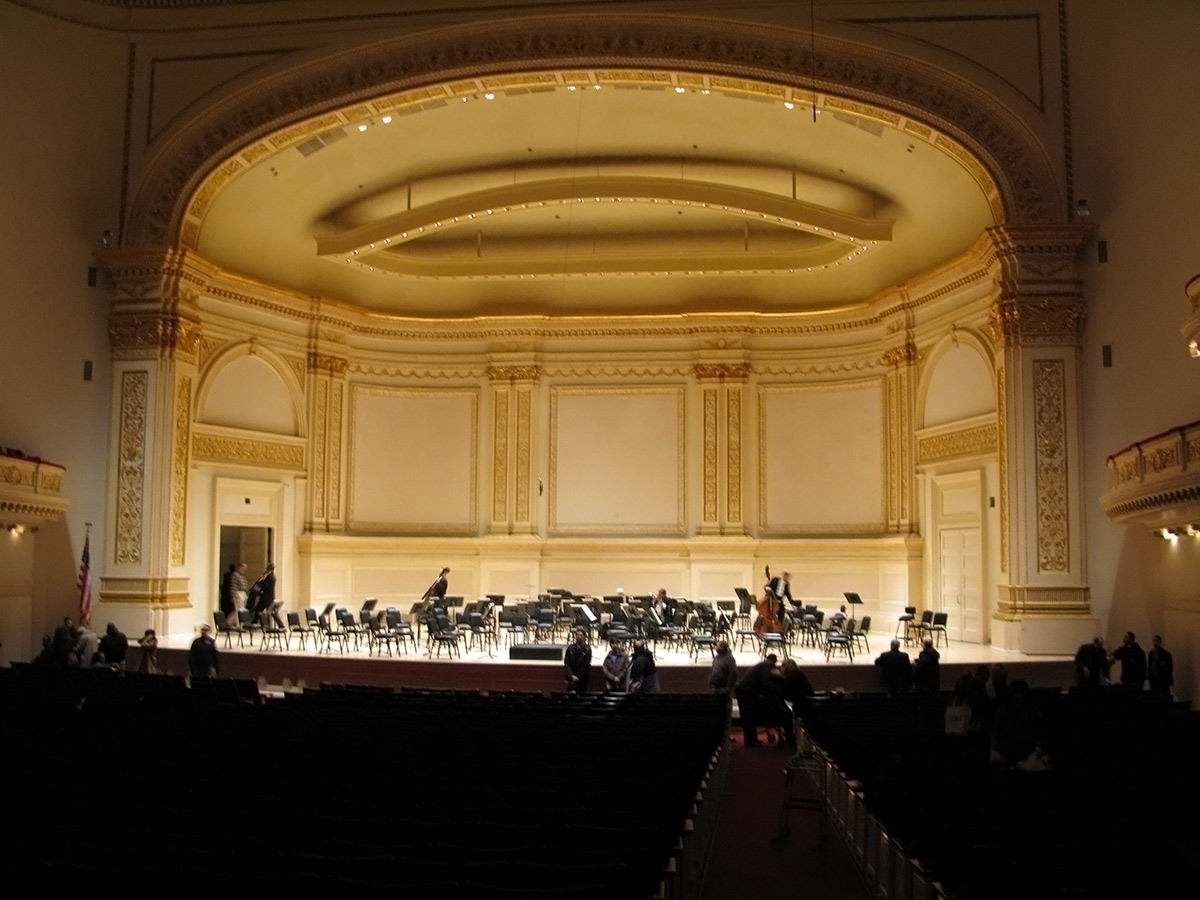
Carnegie Hall, New York

Nel corso della sua attività concertistica, durata oltre un quarantennio, Serry suonò all'interno di un ampio spettro di gruppi orchestrali, tra cui: grandi orchestre jazz, orchestre sinfoniche, orchestre di reti radio-televisive e orchestre dei teatri di Broadway. Egli riuscì a dimostrare la flessibilità della fisarmonica come strumento orchestrale in sale da concerto come la: Rainbow Room al Rockefeller Center (1935), la Starlight Roof all'hotel Waldorf Astoria (1936–1937), il Radio City Music Hall (1935), la Palmer House a Chicago (1938), al Biltmore Hotel di Los Angeles (1938), alla Carnegie Hall sotto la direzione di Alfredo Antonini (1946), all'Hotel Plaza (negli anni 1940), alla Town Hall di New York (1941–1942), all'Ed Sullivan Theater (1959) per la televisione CBS, all'Empire Theater (1953),
al 54th Street Theater (1965), al Majestic Theatre (1968), al The Broadway Theatre (1968), all'Imperial Theater (1968), al New York State Theater al Lincoln Center (1968), ed in alcuni circoli privati come El Morocco, El Chico e The Riviera nel corso degli anni 1930.
Andando avanti nella sua carriera artistica, Serry divenne anche organista. Per circa trentacinque anni suonò l'organo presso la Cappella Interconfessionale del Long Island University CW Post Campus a Brookville, a Long Island in New York State dove si specializzò sia come esecutore che compositore di musica sacra e classica.

### Prime influenze musicali
John era il quarto fratello in una famiglia di tredici figli, di Pasquale e Anna Serrapica, abitante a Brooklyn (New York). Il suo primo approccio alla musica classica avvenne attraverso l'influenza di suo padre, che era solito intrattenere i figli suonando il mandolino e il pianoforte. John mostrò subito un talento naturale verso il pianoforte, già all'età di cinque anni, e venne incoraggiato dal padre ad accompagnarlo alla tastiera e ad esibirsi con registrazioni fonografiche di musica classica di compositori europei come: Verdi, Puccini, Rossini, Beethoven, Von Suppé e Mozart.
Riconoscendo il talento naturale di suo figlio John, Pasquale lo incoraggiò a proseguire i suoi studi sulla fisarmonica dopo che una grave malattia lo aveva costretto ad interrompere lo studio del pianoforte. In questa fase, Serry studiò architettura alla Brooklyn Technical High School. Suo padre lo incoraggiò a continuare anche la sua istruzione musicale con il fisarmonicista Giuseppe Rossi (1926-1929) presso la Pietro Deiro School di New York. All'età di quattordici anni si esibì in uno spettacolo dal vivo alla stazione radiofonica italiana WCDA. Gli studi di pianoforte e armonia vennero intrapresi con Alberto Rizzi (1929-1932) e quelli di armonia e contrappunto con Gene Von Hallberg (fondatore dell'American Accordionists Association) nel 1933-1934. Durante questo periodo instaurò una lunga amicizia con la fisarmonicista Luisa Del Monte che risvegliò l'interesse di Serry per la musica latino-americana. Con la guida della Del Monte iniziò a suonare con la Gomez Ralph Tango orchestra alla Rainbow Room al Rockefeller Center per proseguire in una lunga carriera professionale.
Dopo aver raggiunto il successo negli anni 1930, Serry sposò sua moglie Julia nel 1940 e si trasferì a Long Island, dove crebbe una famiglia di quattro figli, uno dei quali è il pianista jazz/compositore John Serry, Jr. Contemporaneamente intraprese studi privati con il pianista Joscha Zade (1945-1946), l'organista Arthur Guttow (1946) e con Robert Strassburg studiò orchestrazione e armonia (1948-1950), mentre si specializzava nelle composizioni musicali di Gershwin, Debussy e Ravel.

### Gli anni 1930: l'era delle big band

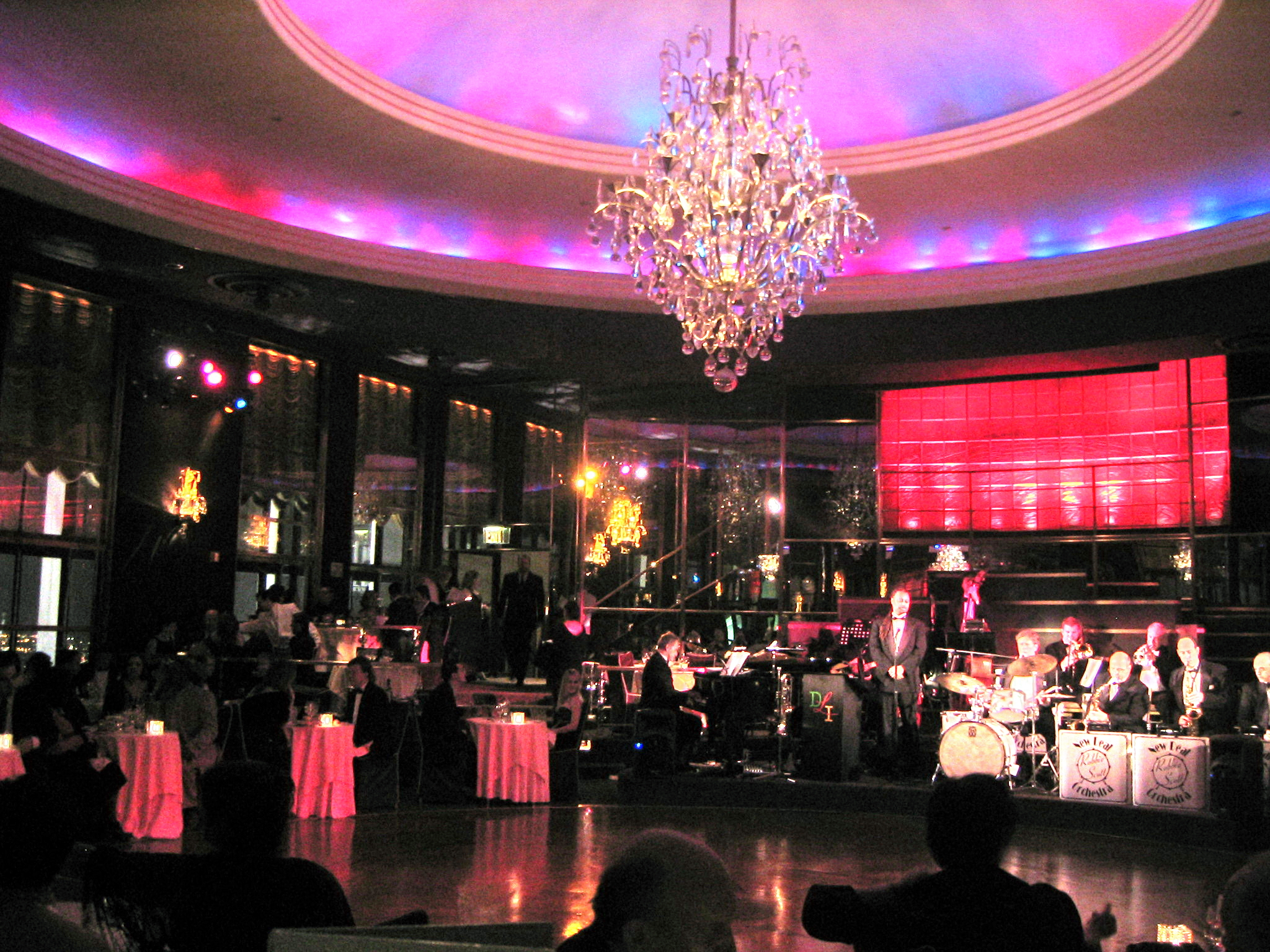
Rainbow Room nel Rockefeller Center a New York

La carriera musicale di Serry prese forma nel corso degli anni 1930, quando collaborò e suonò con molti direttori d'orchestra e arrangiatori. Durante l'era delle Big Band a New York City, si esibì - con Ernö Rapée direttore dell'Orchestra del Radio City Music Hall - primo solista di fisarmonica sul palco di quel teatro (1933), con Ralph Gomez un direttore d'orchestra cubano che dirigeva alla Rainbow Room del Rockefeller Center (1935), con The Hugo Mariani Tango Orchestra all'Hotel Waldorf-Astoria (anni 1930), con Alfred Brito, un direttore d'orchestra cubano a New York (1936) e con Misha Borr, spesso a capo dell'orchestra del Waldorf-Astoria Hotel nel corso dei primi anni 1930 (Vedere Orchestra Waldorf-Astoria). Suonò anche come solista, in questo periodo, all'esclusiva Towers Waldorf-Astoria e nella sua intima Starlight Roof con il Lester Lanin Orchestra. Inoltre si esibì regolarmente in club come El Morocco, Rainbow Room, El Chico e Riviera a New York.
Serry divenne noto a livello nazionale a seguito delle sue collaborazioni in campo jazzistico con il direttore Shep Fields nelle sue esibizioni con l'orchestra Shep Fields and His Rippling Rhythm. Fra queste esibizioni va ricordato un tour, a livello nazionale, che riguardò trasmissioni radiofoniche irradiate dalla sala del Palmer House Hotel di Chicago e dal Biltmore Hotel di Los Angeles per la rete NBC (1937–1938). Essi usavano la nuova tecnologia di registrazione radiofonica Zenith Electronics Corporation. Le esecuzioni di Serry, come solista e componente dell'orchestra, sono documentate in uno spezzone di filmato della Paramount Pictures dal titolo The Big Broadcast of 1938 (This Little Ripple Had Rhythm e Thanks for the Memory -che ha vinto l'Oscar alla migliore canzone nel 1939. Ha inoltre registrato diverse canzoni popolari per Bluebird Records, tra cui: Con un Sorriso e Una Canzone (Frank Churchill/Larry Morey)), Fischietto Mentre si Lavora (Frank Churchill/Larry Morey) e Ora Si Può Dire (Irving Berlin).
Oltre a dedicarsi ai concerti, Serry iniziò parallelamente la carriera di insegnante di fisarmonica e armonia presso il Biviano Accordion Center di Manhattan (1939). In questo ruolo formò allievi di fisarmonica che mostravano anche interesse per la musica jazz, fino al 1942.

### Gli anni 1940: l'era d'oro della radio
La sua esperienza con Shep Fields, nella trasmissione via radio durante gli anni 1930, gli tornò utile durante gli "anni d'oro della radio" nel corso degli anni 1940. Desideroso di entrare nel campo dei concerti di musica classica, Serry si esibì, sulla rete radio CBS, in collaborazione con diversi artisti noti al pubblico di New York, tra cui: Marianne Oswald - aka Marianne
Lorraine, una cantante francese, in un lavoro del poeta Carl Sandburg alla Town Hall (1942) e Alfredo Antonini direttore d'orchestra della CBS Pan American Orchestra, sulla rete CBS (1940–1949) e direttore del programma Viva América trasmesso sulla CBS per il Dipartimento di Stato — Office for Inter-American Affairs (OCIAA) (Vedere Diplomazia culturale). La sua esibizione con Marianne Lorraine è stata elogiata nella rivista Players - National Journal of Educational Dramatics come un'esperienza fresca, unica e intrigante. Suonò inoltre, per l'orchestra di Antonini, in Night of the Americas Concert, un gala alla Carnegie Hall nel 1946. Mentre faceva parte della CBS, Serry suonò anche in altri spettacoli: The Gordon MacRae Show Star of Stars, in diretta dalla CBS Starline Roof (1946) come solista, The Danny O'Neil Show come artista ospite (1946), The Coca-Cola Ore (aka La Pausa Che Rinfresca) sulla CBS con la Percy Faith Orchestra diretta da Percy Faith (1948), The Jack Smith Show (1947), The Jean Sablon Show (1947 e Studio One (serie televisiva) con il violoncellista Bernard Greenhouse, pupillo di Pablo Casals (1947).

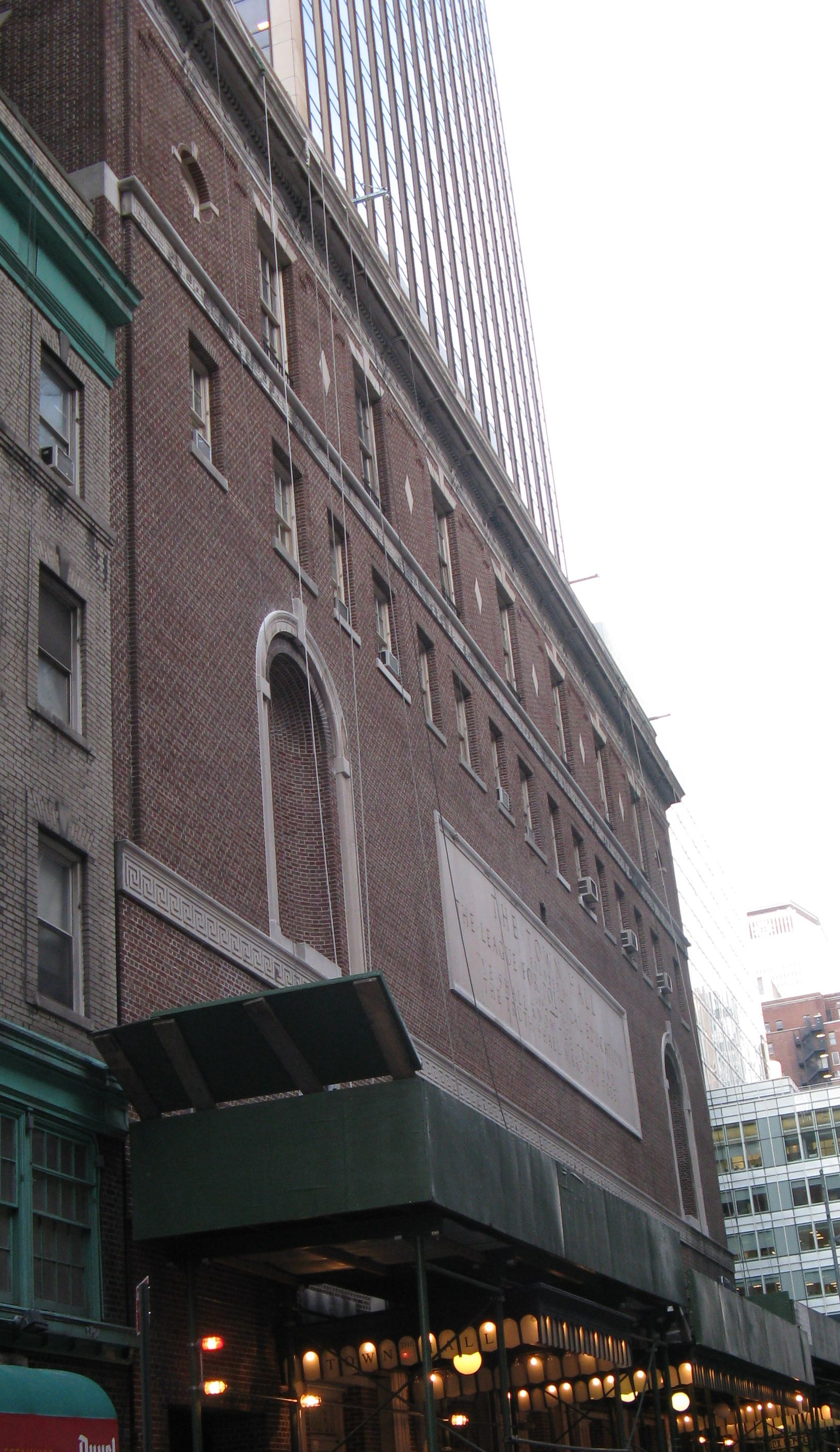
Town Hall, New York

Il suo interesse per la musica classica spaziò anche nel campo dell'opera lirica. All'inizio degli anni quaranta, suonò alla Town Hall sotto la direzione di Alexander Smallens nel lavoro di Virgil Thomson, Four Saints in Three Acts (1941).
Collaborò con artisti di valore internazionale: Terig Tucci, compositore ed arrangiatore argentino per la CBS Pan American Orchestra in trasmissioni CBS in sud America per La Cadena De Las Americas e direttore musicale per la Macy's Latin-American Fair of 1942 trasmessa da CBS, Juan Arvizu, il "tenore messicano dalla voce di seta" e danzatore di bolero sulla rete CBS (anni 1940), Nestor Chayres, tenore messicano a.k.a. "El Gitano De Mexico", sulla CBS (1942 e 1945),Eva Garza, la cantante messicana di Viva América per la CBS/ABC, Miguel Sandoval, pianista/compositore guatemalteca sulla CBS (anni 1940), Elsa Miranda (cantante portoricana), e Marlene Dietrich, attrice/cantante tedesca in una interpretazione di Lili Marlene sulla CBS (1945) quale accompagnatore. Le sue esibizioni sulla radio CBS nel programma Viva America con Alfredo Antonini, Juan Arvizu, Néstor Mesta Chayres, Terig Tucci e la CBS Pan American Orchestra hanno contribuito a introdurre il bolero messicano e la musica latinoamericana a un vasto pubblico in tutti gli Stati Uniti negli anni '40.
Si esibì con: Victoria Cordova vocalist e Alfredo Antonini direttore, per una registrazione di Muzak (1949), registrazione RCA Victor di trenta pezzi di Serry con l'ensemble BelCordions (quattro fisarmoniche, archi, basso e chitarra) trasmessa dalla rete NBC (1946) e con il Biviano Sextette per la registrazione di una serie di LP (1946). Le sue registrazioni con Victoria Cordova hanno messo in mostra diverse canzoni dall'America Latina tra cui:
Verde Luna (Vincente Gomez), Amor (Gabriel Ruiz), Siboney (Ernesto Lecuona), You Belong to My Heart (Agustín Lara), Edelma - Pasillo (Terig Tucci) e What a Difference a Day Made (María Grever). Le sue registrazioni con la Viva America Orchestra diretta da Alfredo Antonini per Alpha Records (catalogo #'s 12205A, 12205B, 12206A, 12206B) nel 1946 caratterizzavano diversi favoriti latinoamericani tra cui: Tres Palabras (Osvaldo Farres), Caminito de Tu Casa (Julio Alberto Hernandez), Chapinita (Miguel Sandoval (musicista)) and Noche De Ronda (Agustín Lara). La critica degli album inThe New Records ha elogiato la performance dell'orchestra e ha salutato la collezione tra i migliori album nuovi della musica latino-americana.
Ha registrato diverse canzoni messicane con la CBS Pan American Orchestra per la Columbia Records (Catalogo #6201-X) con il vocalist messicano Luis G. Roldan. Hanno incluso: Tres Palabras (Osvaldo Farres) e Esta Noche Ha Passado (M. Saber Maroquin). Come membro della CBS Viva America Orchestra ha lavorato con i romantici cantanti latini Los Panchos Trio per registrare La Palma e Rosa Negra per la Pilotone Records (Catalogo # 5067, # 5069). Inoltre, il popolare canzone di Agustín Lara Granada  è stato registrato con il tenore messicano Néstor Mesta Cháyres e Alfredo Antonini per Decca Records (# 23770A) nel 1946.
Nel campo delle trasmissioni radio internazionali in diretta, Serry si esibì sia in nord che in sud America sulla CBS Radio. Diverse di queste esibizioni vennero gradite da Eleanor Roosevelt e dai diplomatici latino americani presenti a New York durante la Macy's Latin-American Fair of 1942. In Europa i membri delle forze armate americane hanno anche apprezzato le sue esibizioni sul programma Viva America trasmesso dalla American Forces Network. Nel 1945 queste prestazioni furono trasmesse anche da 114 stazioni affiliate alla rete CBS "La Cadena de las Americas" e Voice of America per un pubblico in venti nazioni latinoamericane a sostegno della politica del buon vicinato del Presidente Franklin Roosevelt e Panamericanismo.
In qualita di membro del famoso Biviano Accordion & Rhythm Sextette, Serry anche registrato la sua composizione "Leone Jump" per Sonora Records nel 1945. Questa composizione Jazz Swing e stato successivamente pubblicato come singolo di registrazione nel 1956 da Sonora records ed e stata descritta nel juke-box gli USA. La registrazione di Serry del suo brano "Leone Jump" come membro della Joe Biviano Orchestra è stata conservata presso lo Smithsonian Institute National Museum of American History a Washington D.C.  Nel 1947, Serry ha collaborato ancora una volta con il fisarmonicista Joe Biviano e il chitarrista Tony Mottola nella registrazione di Accordion Capers che è stato rilasciato anche da Sonora Records (#MS 476). Più tardi nel decennio (1949), Joe Biviano e la RCA Victor Accordion Orchestra registrarono il Manhattan Hop di composizione di Serry per la RCA Victor. (Catalogo # 20-3388)
Serry fondò uno studio musicale a Manhattan ed uno a Long Island, dove insegnò per oltre trent'anni (1945 – anni 1980) fisarmonica, pianoforte e organo. Venne regolarmente invitato a tenere annualmente Master Class di fisarmonica e seminari sponsorizzati dalla American Accordionists Association di New York City. Fra i suoi allievi si ricordano: Anthony Ettore, già presidente della American Accordionist Association (1987–1988), e Robert Davine, virtuoso internazionale di fisarmonica ed insegnante alla Lamont School of Music all'Università di Denver.
Attraverso la creazione di questa scuola privata di musica, Serry è stato in grado di continuare il suo lavoro di diffusione della fisarmonica anche con la pubblicazione di libri con i suoi metodi di insegnamento per principianti, studenti di livello intermedio e avanzato (1945-1983).
Come molti altri fisarmonicisti virtuosi di questa epoca, Serry ha preso atto delle limitazioni imposte dal sistema di bassi Stradella durante gli spettacoli di musica classica. Nel tentativo di aggirare queste limitazioni e gettare le basi per prestazioni superiori di musica classica da strumentisti futuri, ha progettato e sviluppato un modello di lavoro di un sistema bassi sciolti per la fisarmonica nel corso di questo decennio. È costituito da una doppia tastiera per la mano sinistra del solista pur incorporando due file di voci che sono state sintonizzate in ottave. Nel processo, il solista acquisisce accesso ad una gamma di toni che eccede le tre ottave e mezzo. La doppia tastiera del design di Serry del 1940 è illustrata di seguito.
```
    Tastiera #2 __F#_G#_A#____C#_D#____F#_G#_A#____C#_D#____F#_G#_A#____C#__
    Tastiera #2__F__G__A__B__C__D__E__F__G__A__B__C__D__E__F__G__A__B__C__D_
    Tastiera #1___F#_G#_A#____C#_D#____F#_G#_A#____C#_D#____F#_G#_A#____C#__
    Tastiera #1__F__G__A__B__C__D__E__F__G__A__B__C__D__E__F__G__A__B__C__D_
```

### Gli anni 1950: televisione in diretta
Quando la radiodiffusione cedette il passo alle reti televisive, Serry adattò il suo talento per poter abbracciare il nuovo mezzo. Durante i primi giorni delle trasmissioni televisive, nel 1950, Serry si esibì alla CBS come membro dello staff dell'Orchestra CBS (1949-1960) e accompagnatore in diversi programmi di rete in diretta televisiva tra cui: The Jackie Gleason Show (1953), The Ed Sullivan Show (1959), The Frank Sinatra Show (anni 1950) e con l'organista Billy Nalle, nel dramma I Remember Mama, con Peggy Wood (1953).
Collaborò anche con Mitch Miller, alla Columbia Records, per produrre un LP demo nel 1951. Julius Baker (primo flauto alla Columbia Broadcasting Symphony Orchestra e alla New York Philharmonic) suonò con lui in un altro disco dimostrativo contenente i pezzi "Desert Rumba" e "La Culebra" (1950). Successivamente ha dedicato i punteggi al suo caro amico Julius Baker. A seguito del perfezionamento tecnologico della televisione, suonò con Andrej Kostelanec, direttore della Eastman Kodak Kinescope (1951).

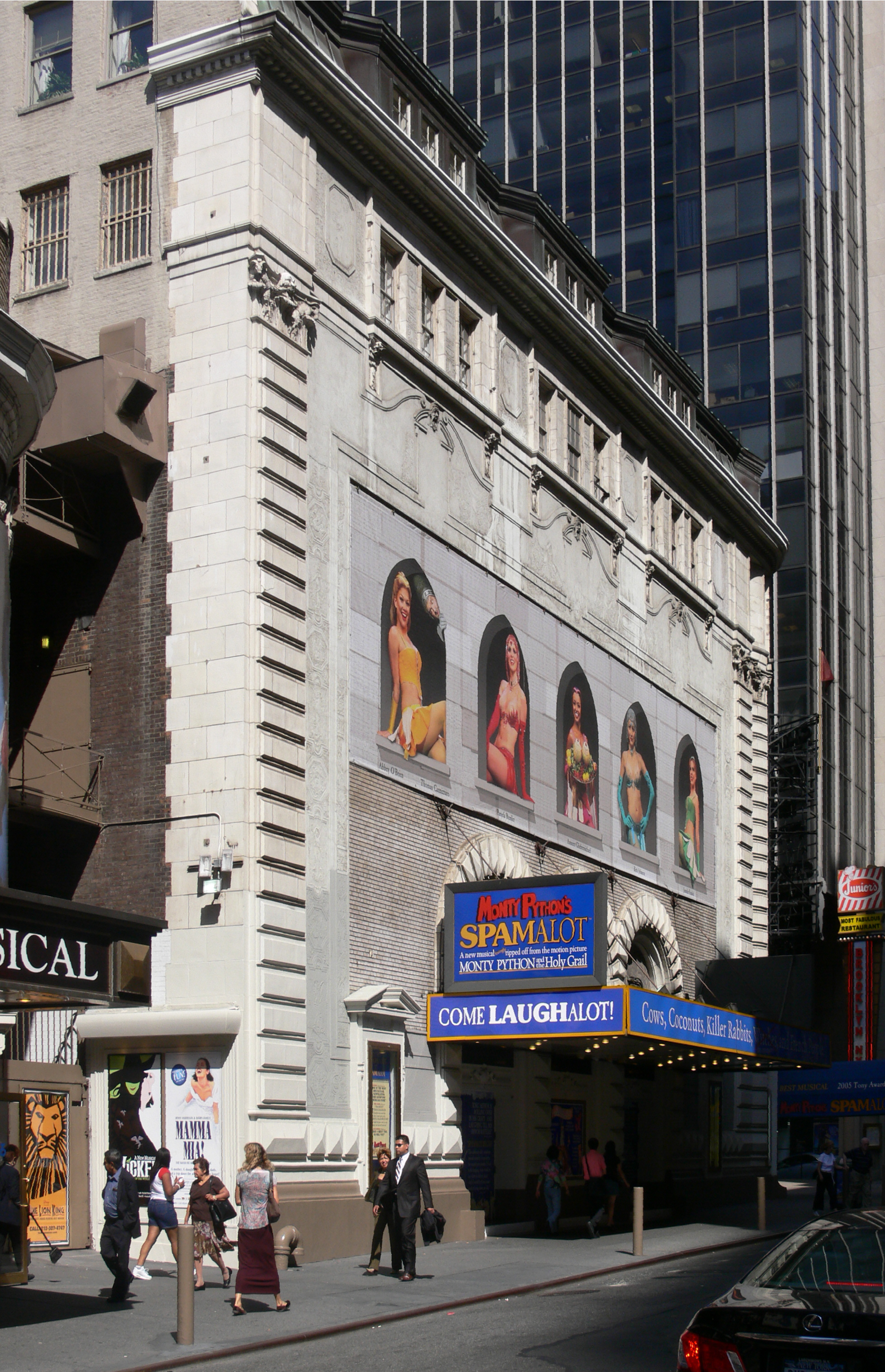
Shubert Theater a New York

Dal momento che le trasmissioni televisive erano ancora ai loro albori, Serry continuò a suonare anche alla radio. Fu membro del Magnante Accordion Quartet suonando in spettacoli come The Lucky Strike Hour, Waltz Time e American Melody Hour, di tanto in tanto, sostituendo il fondatore del quartetto, Charles Magnante.
Mentre la popolarità della fisarmonica continuava a fiorire, si avventurò anche nel mondo teatrale di Broadway dove si esibì con Shirley Booth, Dino Di Luca (un attore romantico italiano) e l'attrice Lydia St. Clair e 'l direttore Harold Clurman in una produzione di una commedia di Arthur Laurents, The Time of the Cuckoo. Serry fu solista e direttore musicale all'Empire Theatre a Broadway nel 1952.
Sulla base della popolarità di questi sforzi, compose, arrangiò ed eseguì diverse composizioni per la Dot Records (#DLP3024) con Al Caiola nel suo album Squeeze Play (1956). 
Il disco album è stato recensito come un nuovo album popolare nella rivista Billboard nel 1956 ed è stato citato per aver creato un bellissimo stato d'animo calmante. Più tardi quell'anno l'album fu anche recensito dalla critica nella rivista Cash Box. Le esecuzioni di Serry sono state applaudite per aver creato una vasta gamma di mood musicali con grande grazia, preservando allo stesso tempo uno stile rilassato di performance. Nel 1958 diverse canzoni dell'album furono nuovamente pubblicate in Francia dai Versailles records (catalogare # 90 M 178) come Chicago Musette - John Serry et son Accordéon. La Dot Records ha anche pubblicato diverse canzoni dall'album in Giappone come parte di una compilation che includeva la John Serry Orchestra e la Billy Vaughn Orchestra (Ballroom in Dreamland, Dot # 5006).  Registrò anche per la Decca Records collaborando con Ben Selvin alla RCA Victor nella produzione di un secondo album intitolato RCA Thesaurus (1954). Inoltre, degna di nota, nel genere popolare, fu la registrazione del suo lavoro Leona Jump con Tony Mottola alla chitarra e Angelo Delleria alla fisarmonica, per la Sonora Records, nel 1946. Il complesso di queste sue attività portò Serry alla candidatura al premio "Who Is Who In Music International" nel 1958.
La sua composizione American Rhapsody venne completata e pubblicata nel 1955. Componendo per questo spesso trascurato o "strumento orchestrale orfani" ha contribuito al progresso della musica classica del 20th secolo e jazz sinfonico in un modo degno di nota. All'inizio del decennio pubblicò un nuovo corso per studenti di fisarmonica delle U.S. School of Music.

### Gli anni 1960: Il teatro a Broadway
Gli anni 1960 diedero il via ad una nuova era di intrattenimento popolare destinato al pubblico comune. Nel corso di questo periodo d'oro del teatro musicale, Serry collaborò alla Voice of Firestone con il direttore Howard Barlow (direttore ospite alla televisione NBC nel 1961) e su The Revlon Revue (1960) per la CBS.
Nel 1960, Serry si esibì in una delle prime registrazioni stereo di un'orchestra di fisarmoniche su una major per la Coral Records con noti strumentisti come: Joe Biviano, Carmen Carrozza, Angelo Di Pippo ed Eugene Ettore. L'ensemble di sedici fisarmonicisti ha utilizzato fisarmoniche a piano modificate per ricreare i suoni orchestrali di diversi strumenti mentre eseguiva opere classiche di: Nikolai Rimsky-Korsakov, Carl Maria von Weber, Niccolò Paganini e Pyotr Ilyich Tchaikovsky. La registrazione è stata citata nella rivista Billboard per il suo alto livello di musicalità.
A seguito del sempre maggior successo ottenuto dai Broadway theatre, egli apparve in altre produzioni: Cabaret all'Imperial Theatre (1968), La Grosse Valise (1965 Off-Broadway) (musiche di Gérard Calvi, testi di Harold Rome, direttore musicale Lehman Engel), The Happy Time
 con Robert Goulet al The Broadway Theatre (1968 Tony Award miglior musical) e Fiddler on the Roof con Zero Mostel al Majestic Theatre (1968).

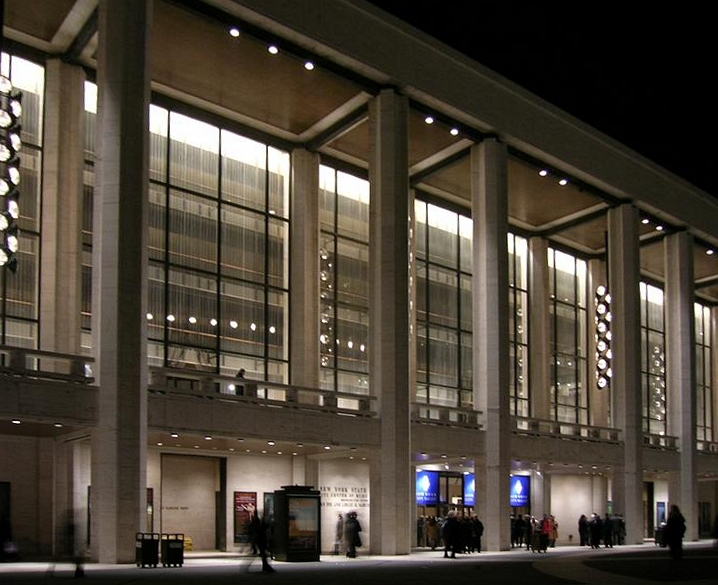
New York State Theater - Lincoln Center, New York City Opera

Spettacoli aperti al pubblico vennero presentati al New York World's Fair 1964 al 7 Up International Pavilion Gardens. In qualità di componente della Seven-Up Continental Band, eseguì selezioni musicali da tutto il mondo per accompagnare il pranzo dei frequentatori del ristorante con copertura in fibra di vetro del padiglione sotto la Seven-Up Tower.
Verso la fine del decennio apparve in una ripresa, da parte del direttore d'orchestra Guy Lombardo, del musical South Pacific di Oscar Hammerstein II, al Jones Beach State Park Theather di Long Island (1968). La produzione aveva come protagonisti Jerome Hines e Kathleen Nolan ed era diretta dal figlio di Oscar Hammerstein II, William Hammerstein.
Tornato ai concerti di musica classica, Serry fu solista al New Ballet eseguendo musiche di Tchaikovsky (Orchestral Suite No. 2) al New York State Theater - Lincoln Center (1969). Lo spettacolo si inquadrava nella 20th anniversary season del New York City Ballet ed aveva le coreografie di Jacques d'Amboise per il premier del suo lavoro Tchaikovsky Suite. Il conduttore Robert Irving e stato il direttore musicale del New York City Ballet durante il premier. Ballerini principali nel cor de ballet inclusi: Gerard Ebitz, Nina Fedorova e Francisco Moncion
La sua composizione Concerto per fisarmonica a bassi sciolti venne completata nel 1966. Nel processo, ha contribuito un lavoro definitivo per fisarmonica che incorpora elementi sia di musica classica e jazz sinfonico sviluppata negli Stati Uniti. (Vedere - Concerto per fisarmonica)

### Gli anni dal 1970 al 2002: concerti di musica sacra
All'inizio degli anni 1970, Serry continuò il suo lavoro come fisarmonicista in una ripresa di Fiddler on the Roof con Zero Mostel al Westbury Music Fair di Long Island. ma, con l'inizio del nuovo decennio, l'interesse per la fisarmonica andò scemando. Pertanto, Serry decise di dedicare la gran parte della sua attività alla musica organistica.

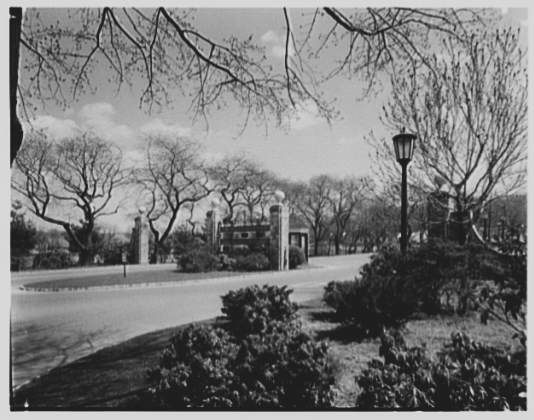
C.W. Post College, Brookville, Long Island

Durante i successivi trentacinque anni, fu organista alla Interfaith Chapel del Long Island University C. W. Post Campus a Brookville (1968–2002). Oltre a suonare nelle cerimonie nuziali, compose una "Processional for Organ" eseguita nel corso della cerimonia di dedicazione della cappella. Lavorando in collaborazione con Peg Larson (assistente direttore della Cappella), Rabbi Nathaniel Schwartz e ministri della chiesa cattolica, Serry creò programmi musicali per centinaia di cerimonie nuziali. Ha eseguito su un Organo Hammond con altoparlanti Leslie.,
In conformità con gli orientamenti ecumenici e liturgici per le cerimonie interreligiose, Serry eseguì musica sacra per le diverse religioni: cattolicesimo, protestantesimo, ebraismo e chiesa ortodossa. I suoi brevi concerti venivano eseguiti, prima della cerimonia religiosa, sia all'organo che al pianoforte. Spesso i pezzi venivano eseguiti con l'ausilio di un solista vocale, chazzan, o cantore. Nei suoi concerti veniva eseguita musica di: Johann Sebastian Bach, Beethoven, Leonard Bernstein, John Denver, Charles Gounod, Handel, Felix Mendelssohn, Jean-Joseph Mouret, Mozart, Johann Pachelbel, Henry Purcell, Rachmaninoff, Franz Schubert, Tchaikovsky, Eric Satie, Antonio Vivaldi, Richard Wagner, Charles-Marie Widor e Andrew Lloyd Webber. Nella sua attività diede espressione al concetto che il linguaggio della musica è unico nella sua capacità di trascendere tutti i limiti e di unire l'umanità in pace.

### Morte

Long Island
Manhasset Bay Panorama 1

Serry morì, dopo una breve malattia, a Long Island nel 2003, all'età di ottantotto anni. Uno dei suoi figli, John Serry, Jr., è un pianista jazz, compositore, direttore d'orchestra e arrangiatore. Il figlio maggiore di John Serry era Robert J. Serry (1945-1993), che è stato professore associato di progettazione architettonica presso l'Università del Texas di San Antonio e laureato al Pratt Institute e alla Graduate School of Design dell'Università di Harvard.

## Stile musicale
Durante l'esecuzione, Serry mantenne elevati standard musicali e si disinteressò delle tecniche di esecuzione che avrebbero potuto ostacolare l'avanzamento della fisarmonica dal mondo dell'intrattenimento popolare al palco delle sale da concerto. Era sua convinzione che la fisarmonica poteva trascendere il suo ruolo limitato di strumento popolare, avuto in passato, assurgendo a quello di strumento inseribile in ensemble orchestrali. Nel suo processo di promozione sperava di dimostrare la versatilità e le potenzialità del suo strumento ai direttori d'orchestra, ai suoi colleghi musicisti e al pubblico in generale. Questa è stata una sfida formidabile a causa di una serie di fattori che prevalevano negli Stati Uniti in quel momento: la scarsità di composizioni per fisarmonica all'interno di un ensemble di musica classica, la riluttanza dei direttori d'orchestra americani e dei musicisti ad inserire lo strumento all'interno di una cornice orchestrale e il predominante utilizzo dello strumento nell'esecuzione di musica etnica.
Con questo in mente, Serry adottò una filosofia esecutiva che sottolineava un attento equilibrio tra il suono orchestrale della fisarmonica da concerto e le tecniche più familiari associate ad un assolo. Come uno dei pochi membri dell'orchestra che ricevevano una copia della partitura completa per orchestra, Serry ricevette spesso, dai suoi direttori, l'incarico di "raddoppiare" o accompagnare varie sezioni dell'orchestra, tra cui: i violini, viole, violoncelli, oboe, clarinetto e flauto. Ciò ha richiesto sia l'attento uso dei toni suadenti generati dalle canne presenti nel Cassotto (o toni camera), che l'uso giudizioso dei registri della fisarmonica ad integrare i vari timbri presenti in tutta l'orchestra. Inoltre, Serry evitò l'uso di prolungati scuotimenti del soffietto o di estesi glissando nel tentativo di integrare con successo il suo strumento, fornendo inoltre supporto armonico e tonale a tutta l'orchestra. I critici hanno notato che Serry ha creato una grande varietà di umori musicali con grazia e ha sottolineato uno stile di prestazioni rilassato. Di conseguenza, le sue esecuzioni sul basso di Stradella e sul free-bass di Bassetti ottennero un ampio riconoscimento e il rispetto per il suo strumento tra i suoi amici musicisti di New York (1940-1970).
La musicalità di Serry è riflessa anche nelle sue pubblicazioni e nelle sue composizioni musicali, che rappresentano diversi generi musicali tra cui il jazz e la musica classica. Fra le sue pubblicazioni si annovera una raccolta completa di metodi per l'insegnamento della fisarmonica e diverse trascrizioni, per quartetto di fisarmoniche, di pezzi classici e di musica popolare. Le sue composizioni più importanti riflettono un interesse per le opere di George Gershwin, Maurice Ravel, Claude Debussy ed i ritmi percussivi spesso associati alla musica sud americana e Latin jazz. All'organo, le sue esecuzioni erano improntate allo stile dei teatri di Broadway, molto popolare negli anni 1930 e 1940.

## Opere

### Composizioni e arrangiamenti
Fra le sue composizioni si ricordano:
- Desert Rumba (per fisarmonica, 1939; edizioni musicali Antobal Music, 1951)[160]
- Glissando (per fisarmonica, edizioni musicali Biviano Music, 1942)[161][162]
- Tarantella (per fisarmonica, 1942; edizioni musicali Alpha Music, 1955)
- Valse (Pytor Ilych Tchaikovsky, arrangiamento per fisarmonica, edizioni musicali Vicas Music, 1946)[163]
- Fantasy In F (per fisarmonica, edizioni musicali Vicas Music, 1946)[164][165][166]
- Consolation Waltz (per fisarmonica, edizioni musicali O. Pagani & Bro., 1948)[167]
- Uncle Charlie's Polka (per fisarmonica, edizioni musicali O. Pagani Bro., 1948)[168]
- The Bugle Polka (per fisarmonica, edizioni musicali O. Pagani Bro., 1948)[169]
- Leone Jump (per fisarmonica, edizioni musicali Pietro Deiro, 1956)[170][171][172]
- La Culebra (per fisarmonica, 1950; arrangiamento per fisarmonica e flauto; 1950, arrangiamento per flauto solo 1991; edizioni musicali Antobal Music, 1951)[173][174]
- African Bolero (per fisarmonica, 1950; arrangiamento per fisarmonica e flauto; 1950, arrangiamento per fluauto solo 1991; edizioni musicali Antobal Music, 1951)[175][176]
- The Syncopated Accordionist (per fisarmonica, edizioni musicali Charles Colin, 1952)[177][178]
- The First Ten Lessons For Accordion (per fisarmonica, edizioni musicali Alpha Music, 1952)
- Accordion Method Books I, II, III, IV (per fisarmonica, edizioni musicali Alpha Music, 1953)
- Rhythm-Airs For Accordion (edizioni musicali Charles Colin & Bugs Bower, 1953)[179]
- La Cinquantaine (m. Gabriel Marie, arrangiamento per quartetto di fisarmoniche, edizioni musicali Alpha Music, 1954)[180]
- Allegro (m. Joseph Hayden, arrangiamento per quartetto di fisarmoniche, edizioni musicali Alpha Music, 1954)[181]
- Top Ten Accordion Solos - Easy to Play (editore John Serrapica, edizioni musicali Alpha Music, 1954)[182][183]
- Junior Accordion Band Series (arrangiamento per quartetto di fisarmoniche, edizioni musicali Alpha Music, 1955)
- Tango Verde (m. Romero, arrangiamento per quartetto di fisarmoniche, edizioni musicali Alpha Music, 1955)
- Holiday In Rio (m. Terig Tucci, arrangiamento per quartetto di fisarmoniche, edizioni musicali Alpha Music, 1955)
- En Tu Reja (m. Romero, arrangiamento per quartetto di fisarmoniche, edizioni musicali Alpha Music, 1955)
- Tango Of Love (per quartetto di fisarmoniche, edizioni musicali Alpha Music, 1955)[184][185]
- Manolas (m. Escobar, arrangiamento per quartetto di fisarmoniche, edizioni musicali Alpha Music, 1955)
- Petite Tango (per quartetto di fisarmoniche, edizioni musicali Alpha Music, 1955)[186]
- Garden In Monaco (per fisarmonica, edizioni musicali Alpha Music, 1956)[187][188]
- Rockin' The Anvil (per fisarmonica, edizioni musicali Alpha Music, 1956)[189][190]
- Selected Accordion Solos (arrangiamento per fisarmonica, edizioni musicali Alpha Music, 1956)
- Spooky Polka (per fisarmonica, edizioni musicali Alpha Music, 1957)[191]
- Reeds In A Rush (per fisarmonica, edizioni musicali Alpha Music, 1957)[192]
- American Rhapsody (per fisarmonica, edizioni musicali Alpha Music, 1957)[193]
- I Get a Kick Out of You (m. Cole Porter, arrangiamento: violini, tre fisarmoniche, vibrafono, chitarra, violino basso, batteria, pianoforte, 195?)[194]
- Mimi (m. Richard Rodgers, arrangiamento: violini, tre fisarmoniche, vibrafono, chitarra, violino basso, batteria, pianoforte, 195?)[195]
- The One I Love (m. Isham Jones,  arrangiamento: violini, tre fisarmoniche, vibrafono, chitarra, violino basso, batteria, pianoforte, 195?)[196]
- Swingin' Down the Lane (m. Isham Jones, arrangiamento: violini, tre fisarmoniche, vibrafono, chitarra, violino basso, batteria, pianoforte, 195?)[197]
- Tico-Tico (m. Zequinha de Abreu, arrangiamento: tre fisarmoniche, chitarra, violino basso, pianoforte, 195?)[198]

### Composizioni non pubblicate
- The Lost Tango (per fisarmonica e voce, 1956)[199]
- Cocktails in Spain (per marimba, percussioni, chitarra, basso e organo, 1957)[200]
- Processional For Organ (Musica liturgica/Marcia Nuziale per organo, 1968)[201]
- Falling Leaves (per pianoforte, 1976)[202][203]
- Elegy (Musica Liturgica/Elegia per organo, 1984, revisione 1991)[204]
- Three Songs of Love (per voce e pianoforte, poesie di David Napoln, 1986)[205]
- A Savior Is Born (Musica Liturgica de Natale per organo e voce, 1991)[206][207]
- Dreams Trilogy (for piano, 1991)[208]
- The Lord's Prayer (Musica Liturgica/Padre nostro per organo e coro, 1992)[209][210]
- Lamb of God (inno liturgico per coro flauto e basso, 1994)[211]
- Five Children's Pieces (per pianoforte, 1996)[212]

### Composizioni classiche
Serry compose anche pezzi di genere classico come musica sinfonica, jazz e musica classica:
- American Rhapsody (per fisarmonica, 1955: edizioni musicali Alpha Music 1957; trascritta per pianoforte, 2002)[193][213]
- Concerto per fisarmonica a bassi sciolti (per fisarmonica, 1966; trascritto per pianoforte, 1995–2002, non pubblicato, a.k.a. Concerto in C Major for Bassetti Accordion)[214][215][216]

## Affiliazioni
Serry fu membro attivo della BMI, SESAC, Musicians Local #802 (1933–2003), e della American Guild of Organists. Per un breve periodo fu membro del direttivo della American Accordionists Association (1938). Studiò con: Joseph Rossi (fisarmonica, 1926–1929); Albert Rizzi (pianoforte e armonia, 1929–1932); Gene Von Hallberg (armonia e contrappunto, 1933–1934) (fondatore della American Accordionists Association); Jascha Zade (pianoforte, 1945–1946); Arthur Guttow (organo, 1946) e Robert Strassburg (pianoforte, armonia e orchestrazione, 1948–1950).

## Discografia
- Squeeze Play[105][219] — Dot Records (catalogue #DLP-3024) (1956)[30][220](EN) [221](EN) Elenco di arrangiamenti musicali: Garden in Monaco - arrangiatore musicale -Serry, Terry's Theme - Charlie Chaplin, When My Dreamboat Comes Home - Cliff Friend/Dave Franklin, Blue Bell - S. Stanley, Rockin' The Anvil Tema melodico di Giuseppe Verdi (Il trovatore - Anvil Chorus), Secret Love - Paul Francis Webster/Sammy Fain, Granada - Agustín Lara, Side by Side - Harry M. Woods, My Heart Cries for You - Percy Faith/Carl Sigman, Hawaiian Night - Hans Carste/Francis Vincente, Button Up Your Overcoat- DeSylva/Brown/Ray Henderson, Rock N Roll Polka - Mort Lindsey/Skinner.
- RCA Thesaurus  RCA Victor Trascrizione di oltre trenta pezzi. John Serry, Sr. arrangiatore e solista con The Bel-Cordions Ensemble - Quattro fisarmoniche, basso, chitarra, diretto da Ben Selvin (1954).[30][222][223](EN)  Elenco di arrangiamenti musicali: Allegro - Joseph Haydn, Golden Wedding (La Cinquantaine) - Jean Gabriel-Marie, Tango of Love - John Serry, Shine On, Harvest Moon - Jack Norworth/Nora Bayes, My Melancholy Baby - Ernie Burnett/ George A. Norton, Singin' in the Rain  - Arthur Freed/Nacio Herb Brown, Nobody's Sweetheart - Elmer Schoebel/Gus Kahn, Chicago - Fred Fisher, If You Knew Sussie Buddy DeSylva/Joseph Meyer, Somebody Stole My Gal - Leo Wood, Ta-ra-ra Boom-de-ay - Paul Stanley, Old McDonald Had a Farm filastrocca per bambini, Beer Barrel Polka - Jaromir Vejvoda/Eduard Ingres, I Love Louisa- Arthur Schwartz/Howard Dietz, Oh You Beautiful Doll - Seymour Brown/Nat D. Ayer, Chinatown, My Chinatown - William Jerome, Jean Schwartz
- Ballroom in Dreamland - Dot Records (catalogue # 5006) - Registrazione audio pubblicata in Giappone con esibizioni di musica jazz, latina e classica e musica easy listening della John Serry Orchestra e della Billy Vaughn Orchestra.[224](EN)
- Pietro Deiro Presents the Accordion Orchestra - Coral Records (catalogare # #CRL-57323) - come membro dell'orchestra: 16 fisarmoniche prodotte in Italia per ricreare i suoni delle diverse sezioni di un'orchestra tradizionale [225](EN) [226](EN) [227](EN) [228](EN)  *:Elenco delle selezioni musicali Danse des Bouffons - Nikolai Rimsky-Korsakov, Beguine di Roma - Joe Biviano, Invitation to the Dance - Carl Maria Von Weber, La Cumparsita - arreglista musical Joseph Biviano, La Chasse - Niccolò Paganini, Danse Chinoise - Pyotr Ilyich Tchaikovsky, Three Blind Mice - arreglista musical Joseph Biviano, Danse de Marlitens - Pyotr Ilyich Tchaikovsky, Walse de Fleur - Pyotr Ilyich Tchaikovsky, The Flight of the Bumble Bee - Nikolai Rimsky-Korsakov, The Rooster - Joe Biviano, Careless one cha-cha-cha - Joe Biviano
- Accordion Capers - Sonora Records (catalogare # MS 476) - come membro del Biviano Accordion & Rhythm Sextette-Tre fisarmoniche, due chitarre e bassi(1947)[229][230][231](EN)  Elenco di arrangiamenti musicali: Little Brown Jug- Joseph Eastburn Winner, Golden Wedding (La Cinquantaine) - Jean Gabriel-Marie, Leone Jump - John Serry, Swing Low, Sweet Chariot- Wallace Willis, That's a Plenty - Lew Pollack, Scotch Medley - musica folk, The Jazz Me Blues - Tom Delaney
- Latin American Music - Alpha Records (catalogare # 12205A, 12205B, 12206A, 12206B) - come membro della Viva America Orchestra - Direttore dell'Orchestra Alfredo Antonini (1946)[232][233]Elenco delle selezioni musicali: Caminito de tu Casa - Julio Alberto Hernandez, Chapinita - Miguel Sandoval (musicista), Adios Mariquita Linda - Marcos A. Jimenez, Mi Nuevo Amor, La Zandunga - Andres Gutierrez/Maximo Ramo Ortiz, La Mulata Tomasa - Lazaro Quintero, Tres Palabras - Osvaldo Farres, Noche De Ronda - Agustín Lara
- Granada - Decca Records (catalogare # 23770A) - con membro del Alfredo Antonini Orchestra, Cantante Nestor Mesta Chayres (1946)[234](EN)
- Leona Jump - Sonora Records (catalogare # 3001)- come membro del Biviano Accordion & Rhythm Sextette (1945)[235](EN) [236](EN)
- Clarinet Polka - Bluebird (catalogare # B-11294-A) - John Serry (alias John Serrapica) come membro della Charles Magnante Accordion Band (1941).[237](EN) [238](EN)
- Swing Me a Polka - Victor (catalogare # BS-067555) - John Serry (alias John Serrapica) come membro della Charles Magnante Accordion Band (1941).[239](EN)
- Le Secret - Victor (catalogare # BS-067556) - John Serry (alias John Serrapica) come membro della Charles Magnante Accordion Band (1941)[239](EN)
- Halli-Hallo-Halli - Victor (catalogare # BS-067556) - John Serry (alias John Serrapica) come membro della Charles Magnante Accordion Band (1941).[239](EN)
- Tres Palabras e Esta Noche Ha Pasado - Columbia Records (catalogare # 6201-X) - come membro del CBS Pan American Orchestra - Direttore dell'Orchestra Alfredo Antionini, Cantante Luis G. Roldan (194?)[240](EN) [241](EN) Elenco di canzoni: Tres Palabras - Osvaldo Farres, Esta Noche Ha Pasado - M. Sabre Marroquin
- Asi e Somos Diferentes - Columbia Records (catalogare # 6202-X) - como membro del CBS Pan American Orchestra - Direttore dell'Orcheatra Alfredo Antonini, Cantante Luis G. Roldan (194?)[242](EN) [243](EN) Elenco di canzoni: Asi - María Grever, Somos Diferentes - Pablo Beltran Ruiz
- La Palma e Rosa Negra - Pilotone Records (catalogare # 5067, # 5069) - come membro del Viva America Orchestra - Direttore dell'Orchestra Alfredo Antonini, Cantanti Los Panchos Trio (194?)[244](EN) Elenco di canzoni: La Palma (Chilian cueca dance), Rosa Negra (Conga)
- El Bigote de Tomas e De Donde - Columbia Records (catalogare # 36666) - come membro del CBS Tipica Orchestra - Direttore dell'Orchestra Alfredo Antonini, tenore Juan Arvizu (194?)[245](EN)  Elenco di canzoni: El Bigote de Tomas - Valie, De Donde - María Grever
- Mi Sarape e Que Paso? - Columbia Records (catalogare # 36665) - come membro del CBS Tipica Orchestra - Direttore dell'Orchestra Alfredo Antonini, tenore Juan Arvizu (194?)[246](EN) Elenco di canzoni: Mi Sarape - María Grever, Que Paso? - Cortazar
- Viva Sevilla! e Noche de Amor - Columbia records (catalogare # 36664) - come membro del CBS Tipica Orchestra - Direttore dell'Orchestra Alfredo Antonini, tenore Juan Arvizu (194?)[247](EN)  Elenco di canzone: Viva Sevilla! - Lavidad/Delmoral, Noche de Amor - Tchaikovsky arr.Arvizu/Antonini
- Shep Fields and His Rippling Rhythm Orchestra - Bluebird Records - come membro dell'orchestra (1938)[248](EN) Elenco degli album di registrazione 1938: A Stranger in Paree (#B-7566), I Wanna Go Back to Bali (B#7566) - Harry Warren/Al Dubin, Cathedral In The Pines (#B-7553) - Charles Kenny/Nick Kenney, Somewhere With Somebody Else (#B-7555), That Feeling Is Gone (#B-7555), Good Evenin', Good Lookin (#B-7553), My Walking Stick (#B-7592), Havin' Myself A Time (#B-7581) - Ralph Rainger/Leo Robin, Fare Thee Well, Annie Laurie (#B-7581), This Time It's Real (#B-7579), If It Rains - Who Cares? (#B-7579), Now It Can Be Told (#B-7592) - Irving Berlin, I've Got A Pocketful of Dreams (#B-7581), In Any Language (#B-7604), Where In The World (#B-7604), Any Little Girl, That's a Nice Little Girl, Is the Right Little Girl for Me (#B-7606) - Thomas J. Gray/Fred Fisher, In The Merry Month Of May (#B-7606),( tratta dalla canzone The Fountain in the Park), Don't Let That Moon Get Away (#B-7697) - Johnny Burke/James V. Monaco
- Shep Fields and His Rippling Rhythm Orchestra - Bluebird Records - come membro dell'orchestra (1937)[249](EN) Elenco degli album di registrazione 1937: With a Smile and a Song (#B-7343) - Frank Churchill/Larry Morey, Whistle While You Work (#B-7343) - Frank Churchill/Larry Morey, It's Wonderful (#B-7333), I'm The One Who Loves You (#B-7333), There's A New Moon Over The Old Mill (#B-7355) - Allie Wrubel/Herb Magidson, Goodnight, Angel (#B-7355) Allie Wrubel/Herb Magidson, Bob White (Whatcha Gonna Swing Tonight?) (#B-7345) - Bernard Hanighen/Johnny Mercer
- Chicago Musette - John Serry & His Accordion- Versailles (catalogare # 90 M 178) (1958).[250](EN) [111](FR) [251](EN)  Elenco di arrangiamenti musicali: Rock and Roll Polka - Mort Lindsey/Skinner, My Heart Cries For You- Percy Faith/Carl Sigman, Secret Love - Paul Webster/Sammy Fain, Granada - Agustín Lara

## Pubblicazioni
- Serry John, The Danzon, The Bolero, The Rumba - The Substitute American Rhythm Emphasis Laid on Going Native, in Accordion News, 1935.[252]
- Serry John, Training: Reading From Piano Scores. Stumbling Cues. Avoid Time Wasters, in Accordion News, 1935.[252]
- Serry John, Chorus, in Accordion News, 1936.[253]
- Serry John, Accordions & Orchestras: Past Present & Future, in Accordion World, novembre 1937.
- Serry John, Those Neglected Basses, in Accordion World, marzo 1939.
- Serry John, Jazz And The Student Accordionist, in Accordion World, 1964.
- Serrapica John, The Syncopated Accordionist, Charles Collin, 1952.[254]

## Filmografia
- The Big Broadcast of 1938 (1938) — nella parte di se stesso, con la Shep Fields Orchestra.[255]

## Invenzioni
Oltre ai suoi successi come musicista professionista, Serry ha anche ricevuto il riconoscimento nel 1966 dall'Ufficio brevetti statunitense per la sua progettazione di uno schermo protettivo per tubi pieghevoli di denti che presentavano un design esteticamente gradevole (Brevetto statunitense # US3269604)

## Archivio
- (EN)  John J. Serry Sr. Collection -  Copie di Serry di composizioni, arrangiamenti musicali e registrazioni in vinile LP sono stati archiviati per il beneficio di ricercatori presso l'Università di Rochester Eastman School of Music - Sibley Music Library all'interno delle Ruth T. Watanabe Collezioni Speciali.[257][258].
- (FR)  Chicago Musette - John Serry and His Accordion - solista John Serry (1958). Una copia della registrazione è archiviata alla Biblioteca nazionale di Francia a Parigi[259][260]
- (EN)  Il catalogo Discography of American Historical Recordings presso l'Università della California a Santa Barbara include molte delle registrazioni master delle esibizioni di Serry con la Shep Fields Rippling Rhythm Jazz Orchestra di New York City (1937-1938) accessibili online tramite streaming audio.[261]
- (EN)  The Syncopated Accordionist - autoré John Serrapica (1952). Una copia del libro è disponibile presso Biblioteca del Congresso, Washington, D.C., USA.[262]
- (EN)  Top Ten Accordion Solos - Easy to Play - editore John Serrapica (1954). Una copia della paritura musicale è disponibile presso Biblioteca del Congresso, Washington, D.C., USA[263]
- (EN)  Valse - musica por Tchaikovsky, arrangiatore musicale John Serry (1946). Una copia della paritura musicale è disponibile presso British Library Londra, UK[264]
- (EN)  La Culebra Compositore e arrangiatore John Serry (1950 & 1991) - Una copia della paritura musicale è disponibile presso The Juilliard School - Lila Acheson Wallace Library, New York, USA.[265]
- (EN)  African Bolero Compositore e arrangiatore John Serry (1950 & 1991) - Una copia della paritura musicale è disponibile presso Juilliard School - Lilia Acheson Wallace Library, New York, USA.[266]
- (EN)  Latin American Music - Serry è un membro della Viva America Orchestra - Alfredo Antonini Direttore dell'Orchestra (1946) - na copia di due registrazioni sonore di 78 RPM viene archiviata presso la Biblioteca del Congresso, Washington, DC, Stati Uniti[267]
- (EN) It's A Grand Night For Singing: Excerpt from a radio program ("Program of the Three Americas") -Columbia Broadcasting System - La Cadena de Las Americas - Serry è un membro di Viva America Orchestra - Direttore d'orchestra Alfredo Antonini (1945) Viva America Orchestra archiviata presso la New York Public Library di New York, Stati Uniti[268]  Musical selections include works by Irving Berlin, Jerome Kern and Richard Rodgers [269]
- (EN) Victoria Cordova - Serry come membro della Alfredo Antonini Orchestra - Direttore Alfredo Antonini - registrato per Muzak (194?) - le registrazioni sonore sono archiviate presso la Biblioteca del Congresso degli Stati Uniti a Washington DC.[270][271][272][273] Elenco delle selezioni musicali: Verde Luna -Vincente Gomez, Tres Palabras - Osvaldo Farres, What a Difference a Day Made - María Grever, You Belong to My Heart - Agustín Lara, I Love you So Much More, Say It Isn't So - Irving Berlin, How Deep Is the Ocean - Irving Berlin, I Don't Want to Love You (Like I Do), Me Ensenastes a Quere (Just to Know that You Care), Temor (There's Still a Little Time), Siboney - Ernesto Lecuona, Acurrucadita, Amor - Gabriel Ruiz, Sone, Tu Nombre, Lucero Mananero, Cancion del Alma, Muy Tarde, Noche de Luna - Canzone popolare ucraina, Amar y Vivir - Consuelo Velazquez Torres, Crueldad, A Perfect Day - Carrie Jacobs-Bond, Edelma - Pasillo - Terig Tucci
- (EN)  Granada -Serry come membro del Alfredo Antonini Orchestra e il tenore Nestor Mesta Chayres (1946) Una registrazione audio della performance è archiviata online all'indirizzo Archive.org[78]
- (EN)  Leone Jump e Swing Low, Sweet Chariot e The Jazz Me Blues e Nursery Rhymes - Serry come membro del Joe Biviano Accordion and Rhythm Sextette (194?) Una registrazione audio della performance è archiviata online all'indirizzo Archive.org[274]Elenco di canzoni: Leone Jump - John Serry Sr., Swing Low, Sweet Chariot - Wallace Willis, The Jazz Me Blues - Tom Delaney, Nursery Rhymes - filastrocche per bambini
- (EN)  Clarinet Polka - Serry come membro della Charles Magnante Accordion Band - Direttore dell'Orchestra Charles Magnante (1941). Una registrazione audio della performance è archiviata online all'indirizzo Archive.org[275]
- (EN)  Tres Palabras e Esta Noche Ha Pasado - Serry come membro del CBS Pan American Orchestra - Direttore dell'Orchestra Alfredo Antionini, Cantante Luis G. Roldan (194?) Una registrazione audio della performance è archiviata online all'indirizzo Archive.org.[276][277]Elenco di canzoni: Tres Palabras - Osvaldo Farres, Esta Noche Ha Pasado - M. Sabre Marroquin
- (EN)  Asi e Somos Diferentes - Serry como membro del CBS Pan American Orchestra - Direttore dell'Orcheatra Alfredo Antonini, Cantante Luis G. Roldan (194?) Una registrazione audio della performance è archiviata online all'indirizzo frontera.library.ucla.edu[278][279]Elenco di canzoni: Asi - María Grever, Somos Diferentes - Pablo Beltran Ruiz
- (EN)  La Palma e Rosa Negra - Serry come membro del Viva America Orchestra - Direttore dell'Orchestra Alfredo Antonini, Cantanti Los Panchos Trio (194?) Una registrazione audio della performance è archiviata online all'indirizzo Archive.org.[280]Elenco di canzoni: La Palma (Chilian cueca dance), Rosa Negra (Conga)
- (EN)  El Bigote de Tomas e De Donde - Columbia Records (catalogare # 36666) - Serry come membro del CBS Tipica Orchestra - Direttore dell'Orchestra Alfredo Antonini, tenore Juan Arvizu (194?)[281] Elenco di canzoni: El Bigote de Tomas - Valie, De Donde - María Grever
- (EN)  Mi Sarape e Que Paso? - Columbia Records (catalogare # 36665) - Serry come membro del CBS Tipica Orchestra - Direttore dell'Orchestra Alfredo Antonini, tenore Juan Arvizu (194?)[282]Elenco di canzoni: Mi Sarape - María Grever, Que Paso? - Cortazar
- (EN)  Viva Sevilla! e Noche de Amor - Columbia records (catalogare # 36664) - Serry come membro del CBS Tipica Orchestra - Direttore dell'Orchestra Alfredo Antonini, tenore Juan Arvizu (194?)[283] Elenco di canzone: Viva Sevilla! - Lavidad/Delmoral, Noche de Amor - Tchaikovsky arr.Arvizu/Antonini